# Стівен Мак-Елрой
Стівен Мак-Елрой (англ. Steven McElroy, нар. 13 квітня 2003) — американський легкоатлет, який спеціалізується у бігу на короткі дистанції.

## Спортивні досягнення
Чемпіон світу серед юніорів у естафетному бігу 4×400 метрів (2022).
Срібний призер чемпіонату світу серед юніорів у бігу на 400 метрів (2022).